# Х'ю Індж

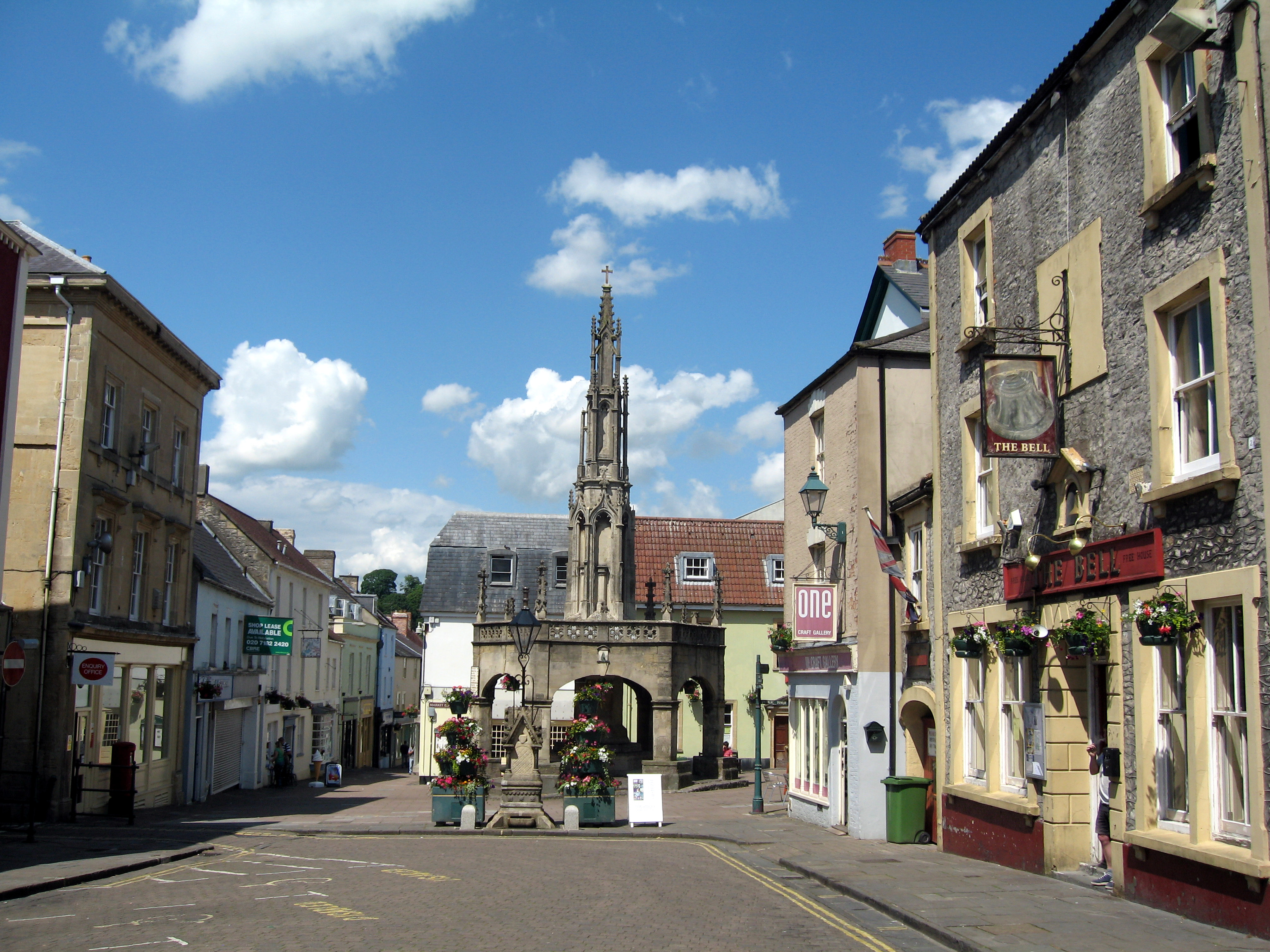
Місто Стептон Маллет.

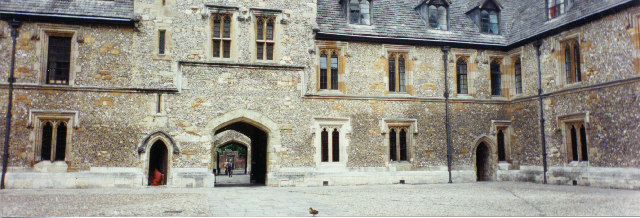
Вінчестер-коледж. Одна з найдавніших будівель.

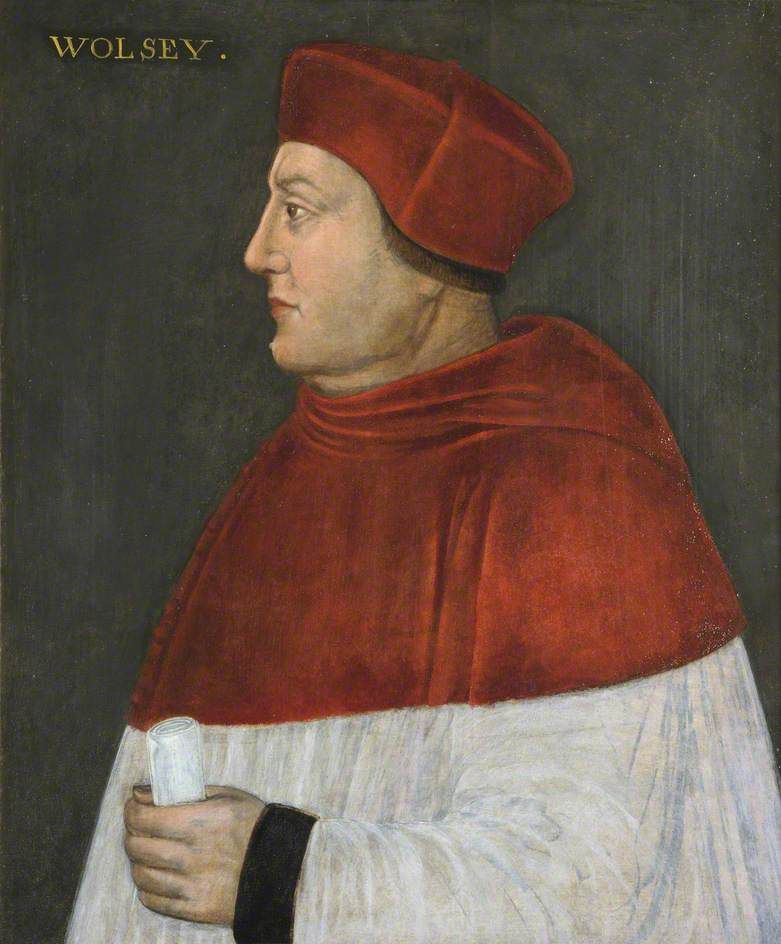
Томас Волсі (1473 – 1530) - кардинал.

Х’ю Індж (бл. 1460 — 3 серпня 1528) — Г’ю Інг – ірландський суддя, прелат англійського походження. Обіймав посади єпископа графства Міт, архієпископа Дубліна та лорд-канцлера Ірландії. 

## Життєпис

### Походження і ранні роки
Х’ю Індж народився в Шептон Маллет у Сомерсеті, Англія приблизно в 1460 році. Його прізвище данського походження – данське слово вимовляється як «інг» і означає «молодий». Про його батьків відомо небагато, хоча кажуть, що вони з раннього дитинства обрали йому церковну кар’єру. Він здобув освіту в Вінчестерському коледжі, став стипендіатом Нового коледжу в Оксфорді в 1484 році та доктором богослов’я в 1511 році. Він мав низку незначних бенефіцій в Англії, включаючи церкву Святої Марії Пресвятої Богородиці, Вестонзойленд з 1508 року.  Після подорожі Європою він прив’язався до родини Адріано Кастеллезі, єпископа Бата і Уеллса італійського походження, і поїхав з ним до Риму в 1504 році. Приблизно в 1511 році він привернув увагу кардинала Волсі, який визнав його таланти, взяв його до себе та просунув його кар’єру: пізніше він зізнався, що зобов’язаний усім, чого досяг, Волсі, і що «без нього я не мав утіхи в цьому світі».

### В Ірландії
У 1512 році під впливом Волсі Х’ю Індж був призначений єпископом графства Міт. Між двома чоловіками виникла сварка, яка призвела до короткого відчуження, і в 1514 році Х’ю Індж написав Волсі, благаючи його «не відкидати його». Причиною сварки, здається, було прохання Волсі, щоб Індж передав королівському лікарю свою посаду архідиякона Міт, яку він обіймав спільно з єпископством. Сварка була недовгою, і завдяки відновленій підтримці Волсі Індж пішов тією ж кар’єрою, що й Вільям Рокебі, якого він змінив на посаді архієпископа Дубліна та лорда-канцлера Ірландії в 1521 році. Його призначили до Таємної Ради Ірландії, очевидно, намагаючись посилити на Раді «англійську партію». Він був популярною та шанованою особистістю в Ірландії, мав дружні стосунки з Джеральдом ФітцДжеральдом, IX графом Кілдер, домінуючою фігурою в ірландській політиці протягом багатьох років. У його регулярних листах до Волсі наголошується, що основною проблемою дублінської адміністрації була нестача готових грошей.
Х’ю Індж провів масштабний ремонт єпископського палацу Святого Гробу, який тоді був головною резиденцією архієпископа в Дубліні. Його ім’я вшановується на дверях, які були відреставровані у вісімнадцятому столітті. Кілька фрагментів дверей було виявлено під час розкопок кілька років тому на сучасній Кевін-стріт. Двері були описані як такі, що мають незвичайну трицентрову будову.
Архієпископ пильно захищав права та привілеї Дублінського престолу, і в 1524 році він поскаржився Таємній Раді Ірландії, що міські отці Дубліна на чолі з Ніколасом Квейтротом (або Койтротом), який останнім часом обіймав посаду лорд-мера Дубліна незаконно зайняв маєток Сент-Сепульчер (Сент-Сепульчер складався з кількох суміжних маєтків, які охоплювали більшу частину сучасного Дубліна на південь від річки Ліффі). За словами Інджа, садиба була «вільністю» під юрисдикцією архієпископа (Кейтрот був відомим дублінським купцем і будівельником, який пізніше служив міським аудитором). Рада передала справу трьом головним суддям судів загального права, які постановили, що спірні землі справді перебувають у межах волі архієпископа, і що він та його наступники мають право тримати їх назавжди без дозволу чи перешкод з боку мер Дубліна. У той же час він брав участь у судовому процесі з деканом і капітулом єпархії Кілдер щодо його прав на відвідування єпархії, якщо посада єпископа Кілдера виявиться вакантною: результат цього позову невідомий. 

### Смерть
У 1528 році відбувся четвертий і найсильніший спалах таємничої епідемії під назвою «англійська пітничка» природа якої так і лишилась невідомою, епідемія охопла Англію та Ірландію, а також спустошив більшу частину європейського континенту. Х’ю Індж був серед його жертв: він помер 3 серпня 1528 року і був похований у соборі Святого Патріка в Дубліні.

## Репутація
Вікторіанський історик О’Фланаган вихваляє його як суддю, який відзначався своєю чесністю, здоровим глуздом і бажанням здійснювати неупереджене правосуддя. Хоча його записаних суджень небагато, кажуть, що вони мали велику вагу. Ще за життя Полідор Вергілій вихваляв його як чесну людину, яка «ввела певний порядок і добре правління в сумнозвісному неспокійному королівстві». Д’Алтон називає його людиною, яка відома «великою справедливістю та чесністю».